# Lycée Victor-Hugo (Château-Gontier)
Pour les articles homonymes, voir Lycée Victor-Hugo.

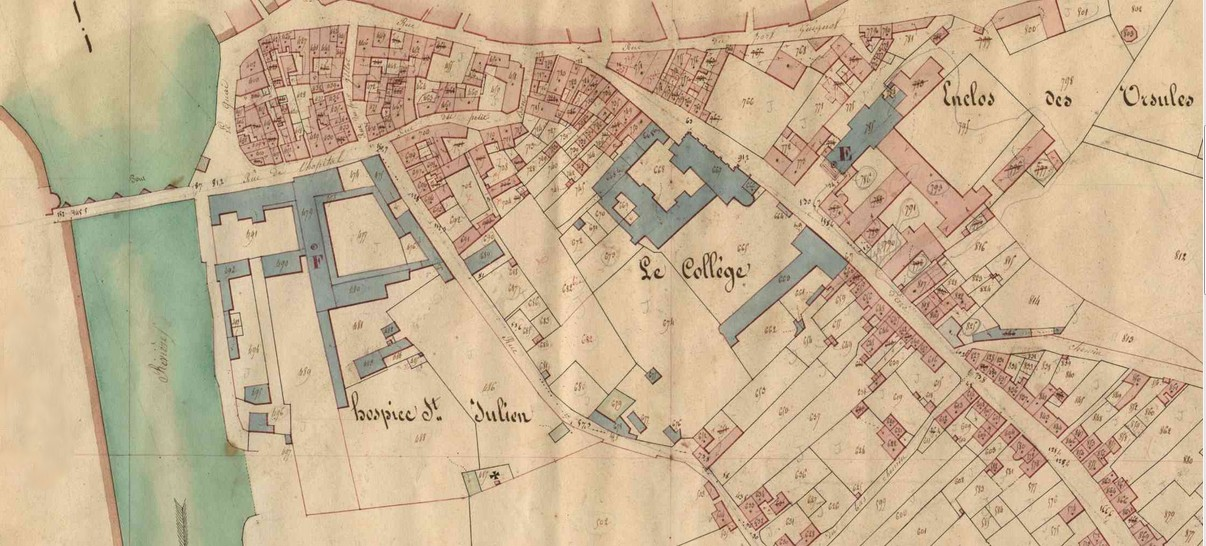
Le lycée Victor Hugo, sur le cadastre de 1803 à l'époque collège du Prieuré.

Le lycée Victor-Hugo  est un établissement français d'enseignement secondaire situé à Château-Gontier en Mayenne. Il dépend administrativement de la région Pays de la Loire et de l'académie de Nantes.

## Historique

### Origine
Le droit qu'avaient d'ancienneté les chanoines de nommer les maîtres du collège leur est renouvelé en 1413.
Le chapitre a eu souvent à maintenir son monopole contre des maîtres libres qui prétendaient ouvrir école. Le corps de ville ne tarde pas à élever des prétentions sur la direction du collège. Ce fut matière d'un long procès, au cours duquel, vers 1550, Nicolas Bachelot, chanoine, légua sa fortune à l'école. En 1585, le chapitre abandonne la maison du collège. Les ressources étaient insuffisantes, et pendant un siècle, on vit maintes fois le principal quitter le poste avec tout son personnel, ou accepter une situation mieux rémunérée.
L'hôtel de ville songe à transférer le collège au prieuré de Saint-Jean et à en confier la direction aux religieux. Ce projet n'aboutit pas. On s'adresse alors à M. Grandet, curé de Sainte-Croix d'Angers, qui indique comme un maître capable l'abbé Gilles Marais, encore sous-diacre, 1692. Au bout de trois ans la situation ne lui parait pas tenable. Il en est de même pour d'autres expériences.
À bout d'expédients, l'hôtel de ville se décida à solliciter l'annexion du prieuré du Genêteil à leur établissement en détresse. À la fin de l'année scolaire 1710, on en revient à solliciter Gilles Marais de reprendre en main la direction d'un établissement que, seul, il pouvait sauver de la ruine.

### Création du collège
Le collège de Château-Gontier est créé officiellement le 14 juillet 1710 par la signature d’un acte entre la municipalité et le prêtre Gilles Marais qui est désigné comme principal de ce nouveau lieu d’enseignement. La première rentrée s’effectuera en novembre de cette même année.
Après de longues contestations entre le principal du collège de Château-Gontier, M. Gilles Marais, et le curé d'Azé, ce dernier avait obtenu par sentence du conseil du roi, du 23 mars 1749, que l'église fût séparée en deux.
Le collège voit donc le jour dans l'ancien prieuré de Geneteil. L'établissement prospère. Les vieux bâtiments sont appropriés à leur destination nouvelle. l’établissement s’agrandit avec la construction du bâtiment de l’horloge dans les années 1730 inscrit partiellement par arrêté du 6 juin 1995.
Une salle des fêtes est inaugurée en 1723 ; et l'on voyait, dominant tous ces édifices, la statue de l'Enfant Jésus. Un décret du 16 juillet 1731 ajoute au traitement des huit régents les revenus du prieuré de Saint-Julien-des-Ardents, en Châtelais. 

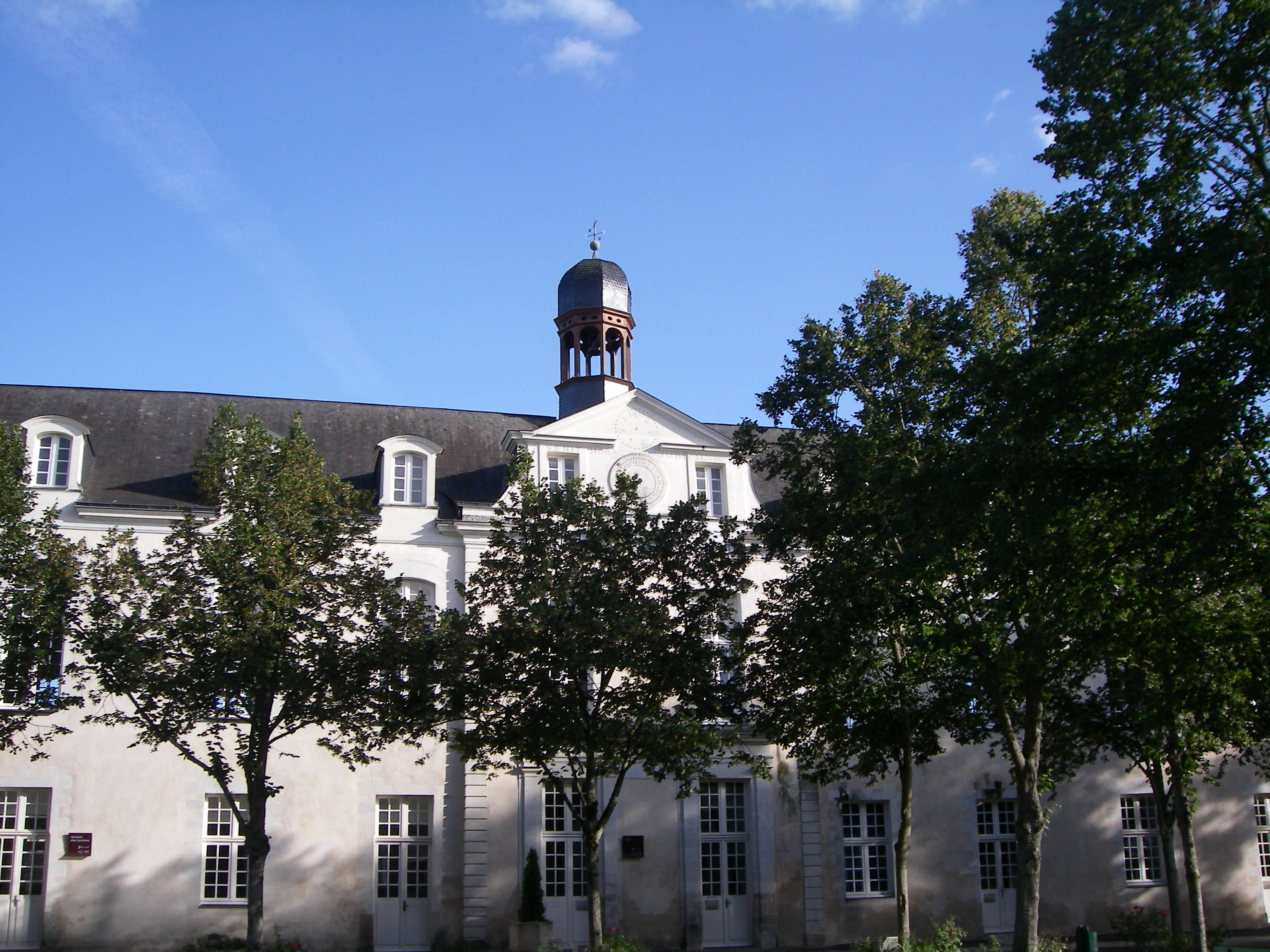
Bâtiment de l'horloge.

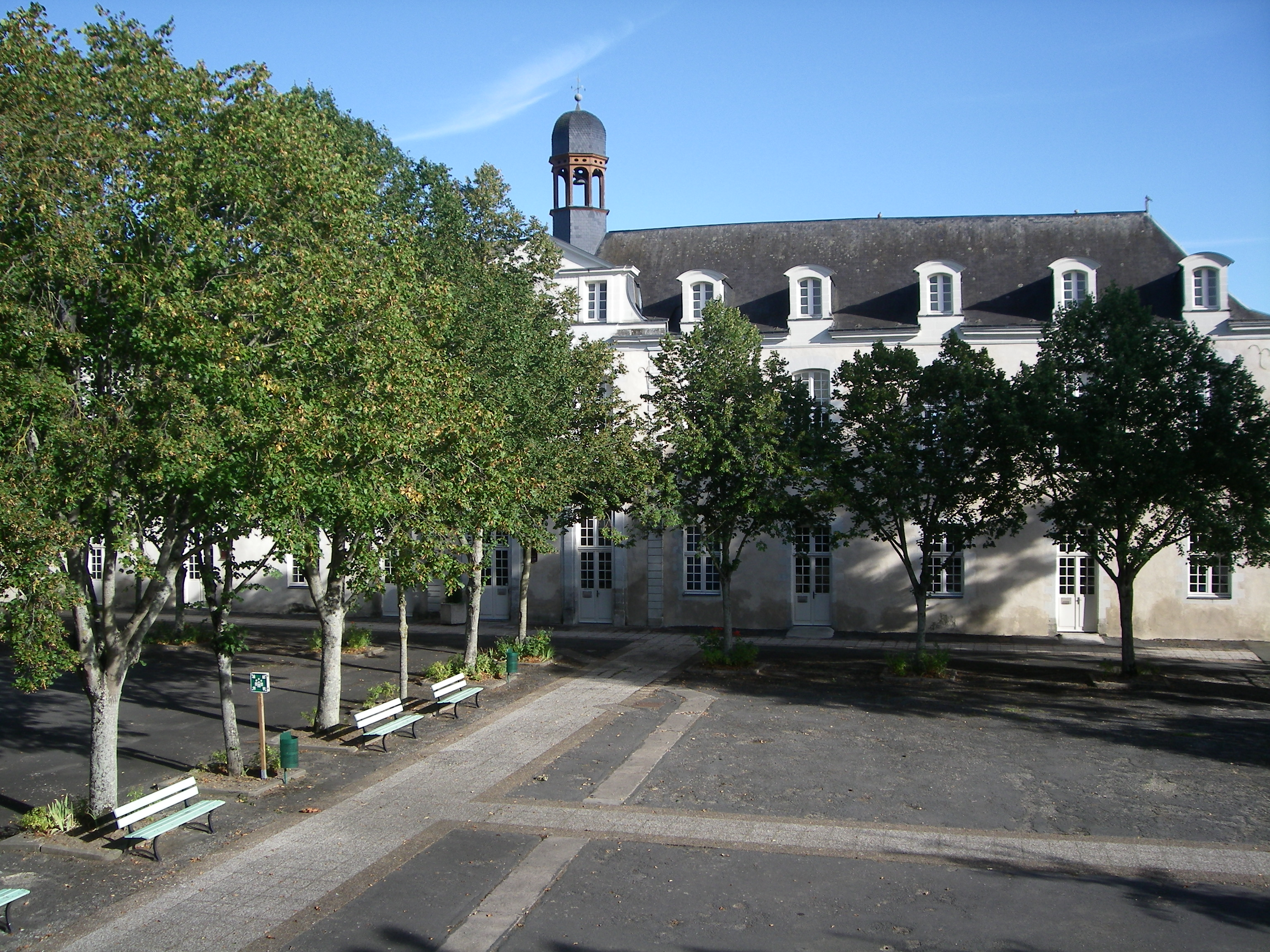
Bâtiment de l'horloge et cour.

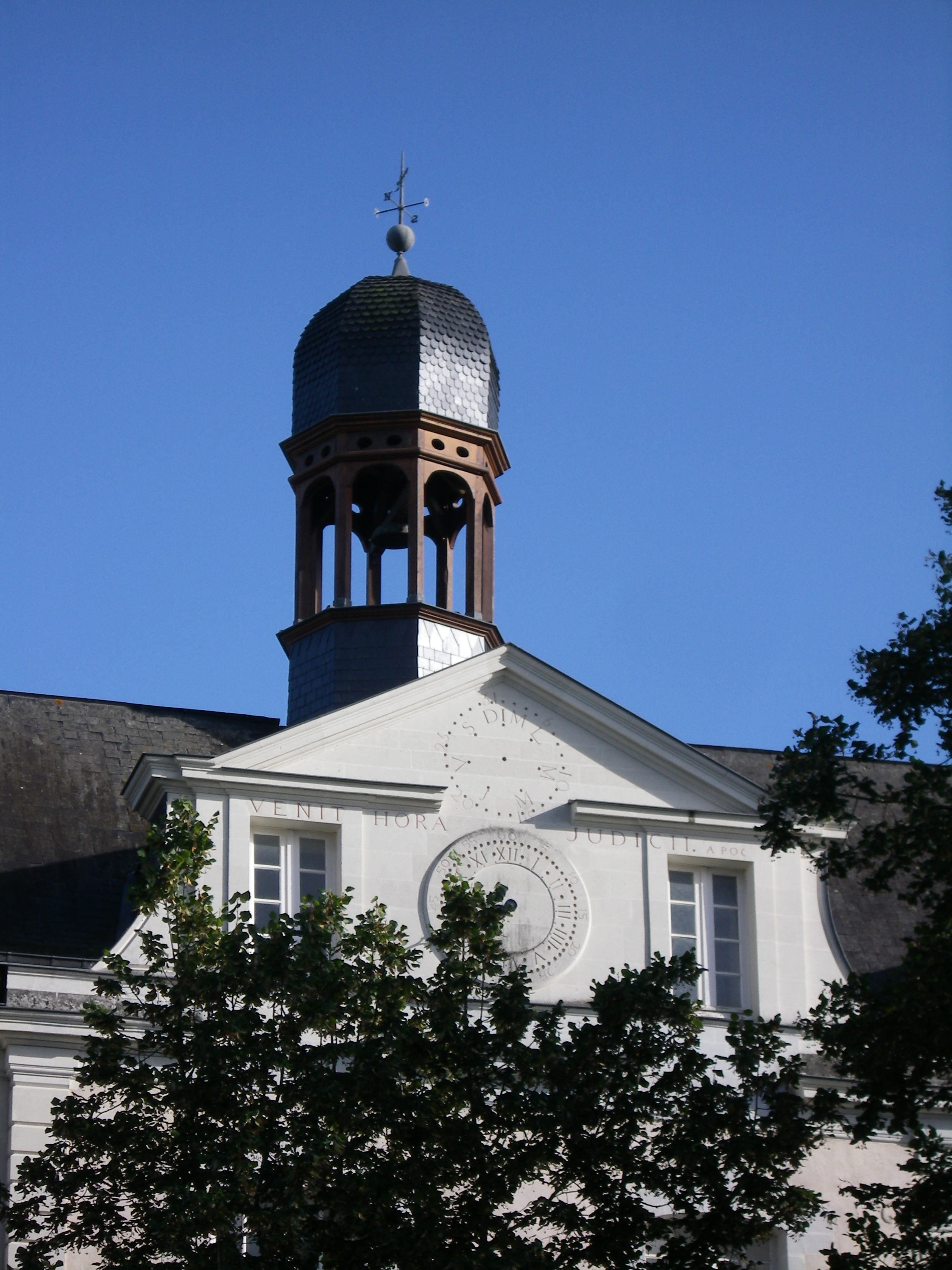
Campanile.

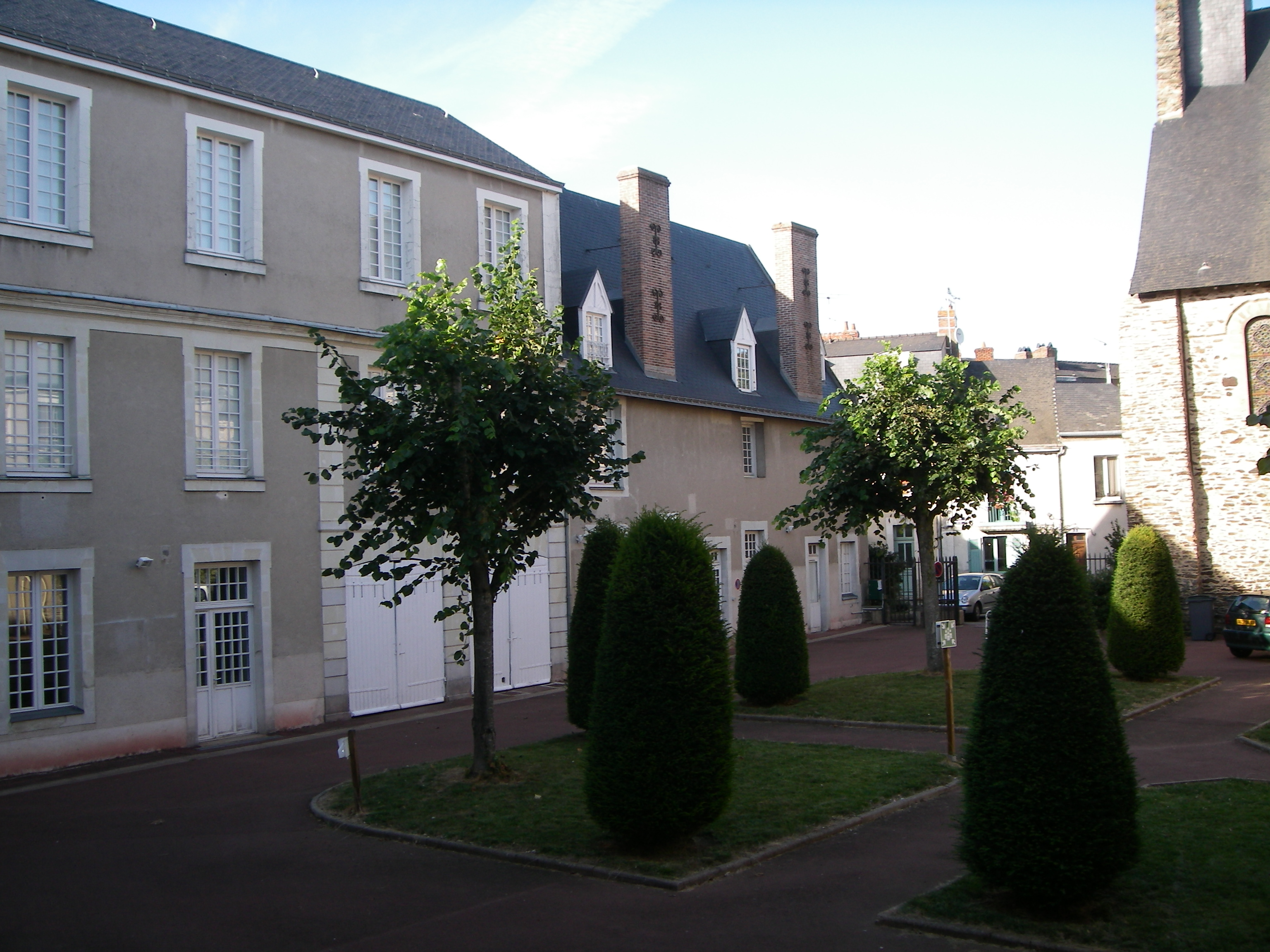
Cour d'honneur.

Avec une population scolaire de plus de 300 élèves que comptait alors l’établissement, on comprend sans peine la quantité de livres classiques qu’il fallait tirer chaque année des imprimeries d’Angers, pour la fourniture du collège de Château-Gontier. M. Gilles Marais, en fonctions comme Principal de cette Maison d’éducation (1710-1733), résolut alors d'assurer la fourniture régulière, économique et facile chaque jour, des ouvrages scolaires. Voulant en même temps faire une bonne œuvre, il chercha dans les villes environnantes un jeune ouvrier imprimeur, mais que sa pénurie d’argent empêchait de s’établir maître. Il s'agira de Joseph Gentil.

### XVIIIesiècle
Trois mois avant sa mort, le 26 août 1733, Gilles Marais fait accepter pour successeurs ses neveux. Mais, le 11 janvier 1735, la municipalité, qui avait pris ces engagements, les rétracte, exigeant que le principal abandonnât à la ville la propriété de tous les biens qu'il laisserait à sa mort.
Devant les protestations, Jean Marais rentre au collège, le 28 juin 1734. Deux ans après, le principal va remplacer à Saint-Laurent-des-Mortiers Jacques Marais, son oncle, et laisse pour lui succéder au collège, Pierre Marais, son frère. 
Le collège compte un principal, 8 régents et 84 pensionnaires au-dessus de 8 ans, en 1740 ; 110 en 1775.  
En 1752, Gilles Marais remplace son frère ; il voit de son temps l'administration temporelle du collège confiée à une commission de prêtres et de laïques, mais sait par lui-même maintenir l'établissement agrandi dans les meilleures conditions de prospérité. Il meurt le 4 mai 1778. 
Basile Horeau, neveu et successeur des MM. Marais, a fait plus qu'eux encore dans des circonstances difficiles pour le renom et la prospérité du collège. Le bâtiment neuf qu'il achève permit de recevoir à l'internat une partie des pensionnaires qui logeaient en ville.

### Révolution française
Au moment où éclate la Révolution française, le collège compte 400 élèves dont plus de la moitié étaient pensionnaires ; « on y venait même des îles » ; douze professeurs faisaient toutes les classes. 
Le principal et les régents ne firent aucune offre de serment à la Constitution civile du clergé ; tous sont déportés ou restèrent cachés dans le pays. Le personnel nommé par la suite ne reste pas :
- Château, curé Jureur de Saint-Denis-d'Anjou, installé le 8 octobre 1792, quitte son poste après quelques mois.
- Dominique Rabard, nommé le 24 avril 1793 et assisté des citoyens François Huchedé, Augustin Garot, Cordier, Epiard[23], et du citoyen René Homo, maire de Château-Gontier et maître écrivain, veulent s'installer aux Ursulines de Château-Gontier, mais, au mois de septembre, il s'enrôle dans le bataillon des volontaires de la Mayenne et se fait tuer dans une rencontre avec les Vendéens, le 19 octobre.

Dès lors le mobilier est vendu, le collège devient écurie, dépôt pour les équipages de l'armée et enfin prison.

### XIXesiècle
Pierre Mahier, maire de Château-Gontier, demande à Basile Horeau dès 1803 de relever le collège et passe un traité en vertu duquel l'ancien principal s'engage à remettre en état à ses frais la vieille maison du Geneteil et les bâtiments du collège.
Blaise Horeau accepte la mission de relever le collège le 2 juillet 1803. La rentrée se fit au mois d'octobre 1803. En deux ans, tout était réparé et les classes comptaient 121 élèves avec 9 professeurs. Le premier article du règlement était : « les élèves qui entrent ici doivent avant tout se proposer d'avancer dans la piété, en même temps qu'ils cultivent leur esprit par l'étude. » En 1805, la maison comptait 121 élèves instruits par 9 professeurs ; ils sont 300 en 1810. Deux bâtiments nouveaux sont construits. 
L'affiliation à L'Université  en 1810 est difficilement accepté Le nombre des élèves tombe à 198. Horeau donne sa démission en 1815 pour prévenir les poursuites que ne pouvait manquer d'occasionner la participation de 40 des grands élèves au soulèvement royaliste. Le nombre d'élèves se relève à 292 sous la Seconde Restauration. 
La Seconde Restauration favorisa le développement du collège. Basile Horeau fait fonder à ses frais le petit Séminaire de Précigné où il envoya un groupe d'élèves avec trois professeurs et qu'il céda à titre gratuit au Diocèse du Mans autorisé par ordonnance du 31 janvier 1818.
L'établissement devint collège mixte de plein exercice, avec faculté de recevoir des externes, et exemption de la rétribution universitaire pour les élèves ecclésiastiques, en 1825. Lors des ordonnances de 1828, les professeurs déclarent n'avoir pas l'honneur d'appartenir à une congrégation religieuse. Blaise Horeau meurt le 29 janvier 1830. 
Sous la direction de Michel Devaux, la part qu'une division des grands prend à la Chouannerie de 1832 attire les rigueurs du gouvernement, qui impose quatre professeurs laïques. En désuétude, on s'adresse à l'évêque du Mans qui met le collège, sous la direction de Charles Descars. La prospérité reprend, continue avec M. Barbé (1866), pour sombrer, en 1881, dans une histoire de cour d'assises.

### Collège communal
C’est en 1881 que la municipalité de Château-Gontier demande et obtient que le collège devienne communal et laïque. L'installation du collège laïque a coûté 100 000 F à la ville ; il comprend au début du XXe siècle l'enseignement classique, l'enseignement spécial, et une classe primaire annexe. 
En 1968, le collège devient lycée nationalisé mixte et enfin en 1985, le lycée prend le nom  de lycée Victor-Hugo en l’honneur de l’écrivain Victor Hugo (1802-1885).

## Le lycée actuellement

### Formation
Plusieurs niveaux d’enseignement cohabitent au sein du lycée Victor-Hugo : le second cycle, une section de brevet de technicien supérieur (BTS), une prépa concours ainsi qu’une licence professionnelle.
Sont proposées pour le second cycle en option :
- Seconde générale : 
  - Les enseignements facultatifs : Section Européenne Anglais, Latin (3h), Cinéma Audiovisuel (3h), Allemand LV3, EPS.
  - Les enseignements d’exploration : Sciences Économiques et Sociales (SES), Principes Fondamentaux de Économie et de la Gestion (PFEG), Sciences et laboratoire (SL), Méthodes et Pratiques scientifiques (MPS), Littérature et Société (LittSo), Arts du spectacle (art dramatique), sciences de l’ingénieur (SI), Informatique et Création Numérique (ICN).

- Baccalauréat généraux :
  - Baccalauréat économique et social : spécialité : Mathématiques, Economie Approfondie, Sciences Sociales et Politiques.
  - Baccalauréat littéraire : spécialité : Langue vivante approfondie, Mathématiques, Latin.
  - Baccalauréat scientifique : série S-SVT - spécialité : SVT, Physique Chimie, Mathématiques, Informatique et Sciences du Numérique (ISN) Et Série S-SI - spécialité : Sciences de l'Ingénieur, Physique Chimie, Mathématiques, Informatique et Sciences du Numérique (ISN).
- Baccalauréat Technologique :
  - Baccalauréat sciences et technologies de la gestion : Communication et Gestion des Ressources Humaines, Mercatique, Comptabilité et finance des entreprises.

- De plus les élèves ont la possibilité de suivre une section européenne de la seconde à la terminale pour les filières générales.

Sont proposées pour l’enseignement Post-Bac :
- Une section de BTS :
  - BTS Management des Unités Commerciales.

- Préparation aux concours du secteur médical et paramédical :
  - Ergothérapeute
  - Manipulateur en électroradiologie
  - Technicien de laboratoire en analyses biomédicales

- Licence-Pro : élaboration et mise en œuvre de projets culturels

### Classement du lycée
En 2015, le lycée se classe 6e sur 11 au niveau départemental quant à la qualité d'enseignement, et 392e au niveau national. Le classement s'établit sur trois critères : le taux de réussite au bac, la proportion d'élèves de première qui obtient le baccalauréat en ayant fait les deux dernières années de leur scolarité dans l'établissement, et la valeur ajoutée (calculée à partir de l'origine sociale des élèves, de leur âge et de leurs résultats au diplôme national du brevet).

## Personnalités liées au Lycée

### Anciens élèves
- Joseph-Juste Coquereau (1768-1795), chef chouan de la Mayenne.
- Jacques Defermon (1752-1831), homme politique français, ministre de Napoléon 1er
- Jean-Baptiste-René Rabeau, (1766-1810), missionnaire français.
- Michel Georges de La Broise (1794-1871), homme politique français
- Bienheureux Basile Moreau (1799-1873) fondateur de la congrégation de Sainte-Croix
- Henri Barbe, (1832-1909), historien français.
- Le général Émile Lemonnier (1893-1945), officier français.
- Claude Pompidou, née Cahour en 1912 à Château-Gontier et décédée en 2007, épouse de Georges Pompidou, a été élève au lycée de 1928 à 1931.
- Anne Boquel, essayiste française, professeur à la Sorbonne, spécialiste de la poésie napoléonienne.

### Professeurs illustres
- Lucien Louis Daniel, professeur de Sciences naturelles et physiques, (1881-1895).
- Marius Grout, Professeur de lettres et Anglais, (1923-1926), auteur du Passage de l’homme, Paris, Gallimard, 1943, Gallimard, Prix Goncourt.
- André Counord, professeur de dessin, a été le chef du réseau FFI (Forces françaises de l'intérieur) à Château-Gontier, dans la Mayenne.